# Miha Rihtar
Miha Rihtar (né le 4 mars 1981) est un ancien sauteur à ski slovène.

## Palmarès

### Jeux Olympiques
| Épreuve / Édition | Nagano 1998 |
| Grand Tremplin    | 34e         |
| Par Equipes       | 10e         |

### Coupe du Monde
- Meilleur classement final: 65e en 1998.
- Meilleur résultat: 15e.